# Andrélon

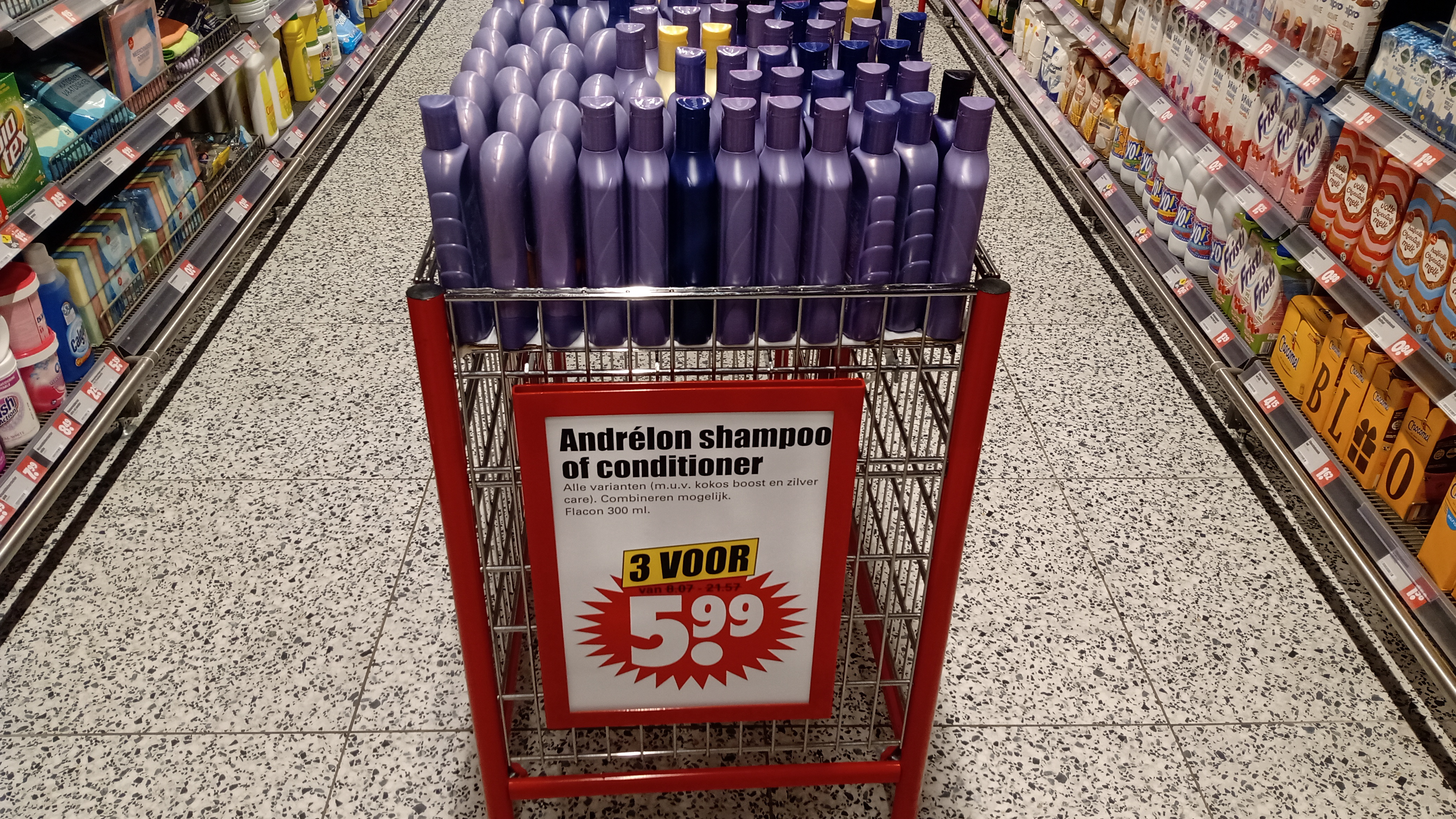
Andrélon in de aanbieding

Andrélon is een shampoomerk dat voortkomt uit een fabriekje dat in 1940 door André de Jong, eigenaar van een keten kapsalons, werd opgericht. De merknaam is een samentrekking van de naam André en het woord kapsalon. De fabriek in Bodegraven voor shampoo en andere verzorgingsproducten groeide na 1945 uit tot producent van een van de grotere merken van verzorgingsproducten in Nederland.
De onderneming kwam in 1992 in handen van Unilever. In 1998 werd de productie daar stopgezet, ze vindt sindsdien grotendeels in Polen plaats. In 2005 verhuisde de verkooporganisatie achter Andrélon van Bodegraven naar Unilever in Rotterdam.
Andrélon is onderdeel van de Home and Personal care-divisie van Unilever Nederland. In Unilever-termen betreft het een local jewel, een merk dat in afwijking van de algemene Unilever-strategie slechts in een enkele markt verkocht wordt. Qua positionering lijkt het het meest op het internationale merk Sunsilk.
Dirk van Ginkel schrijft in zijn boek Gekoesterde schubben over de ontwerpgeschiedenis van de iconische geschubde paarse Andrélonfles dat deze aanvankelijk alleen werd gebruikt voor shampoo met dennenappelextract en naar de schubben van de dennenappel verwees. Later werd deze fles ook voor andere producten ingezet en verwezen de schubben op de fles ook naar het herstel van haren.